# العلاقات البيلاروسية الغامبية
العلاقات البيلاروسية الغامبية هي العلاقات الثنائية التي تجمع بين روسيا البيضاء وغامبيا.

## مقارنة بين البلدين
هذه مقارنة عامة ومرجعية للدولتين:
| وجه المقارنة                                              | روسيا البيضاء                    | غامبيا       |
| --------------------------------------------------------- | -------------------------------- | ------------ |
| المساحة (كم2)                                             | 207.60 ألف                       | 11.30 ألف    |
| عدد السكان (نسمة)                                         | 9.50 مليون                       | 2.10 مليون   |
| الكثافة السكانية (ن./كم²)                                 | 45.76                            | 185.84       |
| العاصمة                                                   | مينسك                            | بانجول       |
| اللغة الرسمية                                             | اللغة البيلاروسية، اللغة الروسية | لغة إنجليزية |
| العملة                                                    | روبل بلاروسي                     | دالاسي غامبي |
| الناتج المحلي الإجمالي (بليون دولار)                      | 54.44 مليار                      | 1.01 مليار   |
| الناتج المحلي الإجمالي (تعادل القوة الشرائية) بليون دولار | 168.35 مليار                     | 3.34 مليار   |
| الناتج المحلي الإجمالي الاسمي للفرد دولار أمريكي          | 5.74 ألف                         | 471          |
| الناتج المحلي الإجمالي للفرد دولار أمريكي                 | 18.18 ألف                        |              |
| مؤشر التنمية البشرية                                      | 0.798                            | 0.441        |
| رمز المكالمات الدولي                                      | +375                             | +220         |
| رمز الإنترنت                                              | .by، .бел                        | .gm          |
| المنطقة الزمنية                                           | ت ع م+03:00                      | 00           |

## منظمات دولية مشتركة
يشترك البلدان في عضوية مجموعة من المنظمات الدولية، منها:
| علم المنظمة | اسم المنظمة                               | تاريخ انضمام روسيا البيضاء | تاريخ انضمام غامبيا |
| ----------- | ----------------------------------------- | -------------------------- | ------------------- |
|             | الاتحاد البريدي العالمي                   | ?                          | ?                   |
|             | منظمة حظر الأسلحة الكيميائية              | ?                          | ?                   |
|             | الأمم المتحدة                             | 24 أكتوبر 1945             | 21 سبتمبر 1965      |
|             | وكالة ضمان الاستثمار متعدد الأطراف        | 3 ديسمبر 1992              | 11 سبتمبر 1992      |
|             | منظمة الشرطة الجنائية الدولية             | ?                          | ?                   |
|             | مؤسسة التمويل الدولية                     | 2 نوفمبر 1992              | 19 سبتمبر 1983      |
|             | الاتحاد الدولي للاتصالات                  | 7 مايو 1947                | 27 مايو 1974        |
|             | البنك الدولي للإنشاء والتعمير             | 10 يوليو 1992              | 18 أكتوبر 1967      |
|             | المركز الدولي لتسوية المنازعات الاستشارية | 9 أغسطس 1992               | 26 يناير 1975       |
|             | يونسكو                                    | 12 مايو 1954               | 1 أغسطس 1973        |

## وصلات خارجية
- موقع وزارة الخارجية البيلاروسية
- موقع وزارة الخارجية الغامبية